# Susanne Lööw
Sylwia Susanne Elisabeth Lööw, senare Bergum, född 21 oktober 1970 i Östertälje församling, är en svensk simmare. Hon tävlade för Södertälje SS.

## Karriär
Vid sprint-EM 1993 i Gateshead blev Lööw europamästare tillsammans med Ellenor Svensson, Linda Olofsson och Louise Karlsson på 4×50 meter frisim samt noterade ett nytt svenskt rekord på tiden 1.41,27. Vid kortbane-VM 1993 i Palma de Mallorca tog hon silver tillsammans med Ellenor Svensson, Linda Olofsson och Louise Jöhncke på 4×100 meter frisim samt förbättrade det svenska rekordet med mer än sex och en halv sekunder till tiden 3.39,41.
Lööw tog även flera medaljer i SM, varav ett individuellt guld på SM i kortbana. På 50 meter frisim (långbana) tog hon brons 1993. På 50 meter frisim (kortbana) tog Lööw silver 1994 och brons 1993. På 100 meter frisim (långbana) tog hon silver 1993. På 100 meter frisim (kortbana) tog Lööw guld 1994 och brons 1993.
I lagkapp tog Lööw vid kortbane-SM 1993 silver på 4×50 meter frisim och 4×100 meter medley samt brons på 4×100 meter frisim som tävlande för Södertälje SS. Vid kortbane-SM 1994 tog hon guld på 4×50 meter frisim, 4×100 meter frisim, 4×50 meter medley och 4×100 meter medley.